# 다케시마 사건
다케시마 사건(일본어: 竹島事件 타케시마지켄[*])은 천보 연간(서기 1830년대)에 일본 이와미국 하마다번의 미카와 마츠이씨가 울릉도(당시 일본 이름 다케시마)에서 밀무역을 하다가 적발된 사건이다.

## 경위
에도 시대에는 각 번이 가적으로 외국과 무역하는 것을 국법으로 금하였다. 그러나 하마다번의 어용상인 아이즈야 하치에몬은 빚에 시달리는 번 재정을 재건하기 위해 밀무역을 제안했고, 하마다번은 동해안에 접한 지리를 살려 울릉도로 건너가 조선인들과 밀무역을 벌였다. 또한 울릉도에서의 조선과의 밀무역에 머물지 않고 수마트라섬, 자바섬 등 동남아시아까지 발길을 뻗쳐 무역하였다.
이 밀무역에는 하마다번의 재국가로(在国家老) 오카다 타노보, 재국년기(在国年寄) 마츠이 토쇼 등 번정 지도부급이 관여했으며, 하마다번주이자 막부 노중인 마츠다이라 야스토도 묵인하였다고 여겨진다. 그 목적대로 번 재정 재건에 성공할 뻔 했으나, 막부의 어정번 마미야 린조에게 발각당하고 말았다. 마미야는 규슈에 갔다가 돌아가는 길에 오사카정봉행 야베 사다노리에게 들러 하마다번의 동향을 주의할 것을 보고한다.
천보 7년(서기 1836년) 6월, 모사카저봉행소에서 오카다 타노보의 가신이자 하마다번 감정방(勘定方) 하시모토 산베에와 아이즈야 하치에몬을 긴급체포하였고, 12월 23일 막부에서 처분을 선고했다. 오카다 타노보와 마츠이 토쇼는 할복, 하시모토 산베에와 아이즈야 하치에몬은 참수, 마츠다이라 야스토는 죽음은 면했지만 영구칩거를 명받았다. 차남 마츠다이라 야스타카에게 가독을 상속하는 것은 허락되었으나, 곧 무츠국 다나구라번으로 징벌적 전봉을 명받았고, 하마다번주 후계자로는 6대 정이대장군 도쿠가와 이에노부의 남동생 마츠다이라 키요타케를 중시조로 하는 오치 마츠다이라가의 마츠다이라 나리아츠가 고즈케국 다테바야시번으로부터 전봉되었다. 이로써 마츠이 마츠다이라가의 하마다번 통치는 종언하였다.
이 사건으로 죄받고 죽은 네 사람은 연공증징(年貢増徴: 세금 더 뜯기)이나 번사의 봉록 삭감이 아닌 방법으로 재정위기를 타개하고자 했던 인물들로서, 현지에서는 위인 취급을 받아 지지세가 꾸준하다.

## 독도 분쟁과의 관계

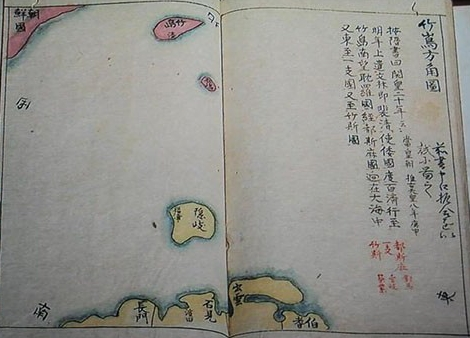
『다케시마도해일건기』(1836년)

오늘날의 울릉도를 당시 일본에서는 “다케시마(죽도)”라고 불렀고, 오늘날의 독도를 “마츠시마(송도)”라고 불렀다. 원록 연간의 안용복 사건으로 일본은 자국인의 울릉도 도항을 금지하였다.
그런데 다케시마 사건 판결문을 보면 하시모토와 하치에몬의 진술이 도해 금지 대상은 울릉도(죽도) 뿐이지 독도(송도)는 포함되지 않는다고 해석될 여지가 있어서 일본에서는 독도의 영유권 근거 중 하나로 내세우고 있다. 시마네현에서는 하치에몬의 영웅화 작업이 이루어지기도 했다.
그러나 『죽도해일건기』(竹島渡海一件記, 1836년), 『조선죽도도항시말기』(朝鮮竹嶋渡航始末記, 1870년)에는 다케시마 사건 심문 중에 하치에몬이 직접 그린 방각도가 첨부되어 있는데, 죽도와 송도가 모두 조선과 같은 주색으로 색칠되어 있다. 그래서 한국 측에서는 이 사건을 오히려 에도시대 일본에서 송도(독도)를 조선령으로 인식했다는 근거로 제기한다.